# Ciclina T
La ciclina T (CCNT) es una proteína codificada en los humanos por el gen CCNT. La ciclina T pertenece a la familia de las ciclinas, cuyos miembros se caracterizan por incrementar drásticamente sus niveles en las células de forma periódica cada vez que se inicia el ciclo celular. 

## Características
Hay tres formas de la ciclina T: T1, T2a y T2b. Todas las ciclinas T contiene una «caja de homología» a nivel del extremo N-terminal, una región conservada para los miembros de la ciclina T que sirve como punto de unión con la Cdk9. Además de este dominio N-terminal, las ciclinas T tienen un presunto dominio tipo espiral/bobina (coiled-coil), otro dominio rico en histidina y finalmente una secuencia PEST a nivel del extremo C-terminal. El complejo ciclin T/CDK9 es capaz de activar la expresión génica de manera catalítica dependiente, por medio de la fosforilación del dominio C-terminal de la ARN polimerasa II. La ciclina T1 presenta interacciones con la proteína Tat del virus VIH-1 (lo que sugiere una posible implicación de esta proteína en la enfermedad del sida) y el elemento de respuesta de activación «TAR». Por su parte, los complejos de Cdk9/ciclina T2 están involucrados en la regulación de la diferenciación terminal de células musculares.

## Función
La ciclina T es importante regulador de transiciones del ciclo celular a través de su capacidad para unirse y activar proteín-quinasas fosforilando el dominio C-terminal de la principal subunidad de la ARN polimerasa II. El complejo Cdk9/ciclina T es uno de los componentes esenciales de la maquinaria proteica para la regulación de la transcripción de genes. Cdk9 unido a la ciclina T y la ciclina K forma el complejo P-TEFb que es un factor de transcripción implicado en la elongación de la secuencia traducido por el ARN polimerasa II.